# Metacrocallis
Metacrocallis là một chi bướm đêm thuộc họ Geometridae.